# Зайц, Беат
Беат Зайц (нем. Beat Seitz, 28 октября 1973, Швейцария) — швейцарский бобслеист, разгоняющий, выступавший за сборную Швейцарии во второй половине 1990-х годов. Серебряный призёр зимних Олимпийских игр 1998 года в Нагано, неоднократный победитель на различных этапах Кубка мира.

## Биография
Беат Зайц родился 28 октября 1973 года, выступать в бобслее на профессиональном уровне начал в середине 1990-х годов и с самого начала стал показывать неплохие результаты. В 1998 году поехал защищать честь страны на Олимпийские игры в Нагано, где исполнял роль разгоняющего четырёхместного боба, куда кроме него вошли пилот Марсель Рёнер с разгоняющими Маркусом Нюссли и Маркусом Вассером. Вместе им удалось подняться до второго места зачёта четвёрок и завоевать серебряные награды.